# شيموس هيوز
شيموس هيوز (بالإنجليزية: Séamus Hughes)‏ هو قاضي وسياسي أيرلندي، ولد في 1 سبتمبر 1952. حزبياً، نشط في فيانا فايل. في الانتخابات العمومية الإيرلندية 1992 ‏، انتخب نائب دييل عن دائرة مايو الغربية ‏ وقد انضم خلال فترته النيابية ‏ (14 ديسمبر 1992 – 15 مايو 1997) للكتلة البرلمانية فيانا فايل.